# Филиппинское песо
Пе́со (таг. piso, ₱) — национальная валюта Филиппин. В настоящее время состоит из 100 сентимо, в 1903—1966 годах состояло из 100 сентаво. Появилось 1 мая 1852 года, когда Испано-Филиппинский банк выпустил «твёрдые песо» (исп. pesos fuertes), которые вытеснили реалы, ходившие до этого на Филиппинах.

## Монеты
В обращении находятся монеты серии 2017 года, продолжают оставаться законным средством платежа монеты серии 1993 года.

### Серия 1958 года
| Изображение                                     | Изображение | Номинал    | Диаметр (мм) | Толщина (мм) | Масса (г) | Материал | Гурт     | Годы выпуска             |
| ----------------------------------------------- | ----------- | ---------- | ------------ | ------------ | --------- | -------- | -------- | ------------------------ |
|                                                 |             | 1 сентаво  | 19           | 1,45         | 3,08      | бронза   | гладкий  | 1958 1690 1962 1963      |
|                                                 |             | 5 сентаво  | 21           | 1,7          | 4,8       | латунь   | гладкий  | 1958—1690 1962—1964 1966 |
|                                                 |             | 10 сентаво | 17,8         | 0,9          | 2         | Cu+Ni+Zn | рубчатый | 1958 1960 1962—1964 1966 |
|                                                 |             | 25 сентаво | 24           | 1,6          | 5         | Cu+Ni+Zn | рубчатый | 1958 1960 1962 1964 1966 |
|                                                 |             | 50 сентаво | 30,3         | н/д          | 10        | Cu+Ni+Zn | рубчатый | 1958 1964                |
| Масштаб изображений — 3,0 пикселя на миллиметр. |             |            |              |              |           |          |          |                          |

### Серия 1967 года
| Изображение                                     | Изображение | Номинал    | Диаметр (мм) | Толщина (мм) | Масса (г) | Материал | Гурт     | Годы выпуска             |
| ----------------------------------------------- | ----------- | ---------- | ------------ | ------------ | --------- | -------- | -------- | ------------------------ |
|                                                 |             | 1 сентимо  | 15,25        | 1,37         | 0,5       | алюминий | гладкий  | 1967—1970 1974           |
|                                                 |             | 5 сентимо  | 18,6         | 1,4          | 2,5       | латунь   | гладкий  | 1967 1968 1970 1972 1974 |
|                                                 |             | 10 сентимо | 17,85        | 1,15         | 2         | Cu+Ni+Zn | рубчатый | 1967—1972 1974           |
|                                                 |             | 25 сентимо | 21           | 1,72         | 4         | Cu+Ni+Zn | рубчатый | 1967—1972 1974           |
|                                                 |             | 50 сентимо | 27,5         | 1,95         | 8         | Cu+Ni+Zn | рубчатый | 1967 1971 1972 1974 1975 |
|                                                 |             | 1 песо     | 33           | 2,17         | 14,28     | Cu+Ni+Zn | рубчатый | 1972 1974                |
| Масштаб изображений — 3,0 пикселя на миллиметр. |             |            |              |              |           |          |          |                          |

### Серия 1993 года
На аверсе — название государства, номинал, год выпуска и знак монетного двора. На монетах, номинированных в песо — также портреты филиппинских деятелей: на 1 песо — Хосе Рисаля, на 5 песо — Эмилио Агинальдо и на 10 песо — Андреса Бонифасио и Аполинарио Мабини. На реверсе монет — логотип и название Центрального банка Филиппин и год утверждения серии (1993).
| Изображение                                     | Изображение | Номинал    | Диаметр (мм) | Толщина (мм)         | Масса (г) | Материал                            | Гурт                 | Годы выпуска                  |
| ----------------------------------------------- | ----------- | ---------- | ------------ | -------------------- | --------- | ----------------------------------- | -------------------- | ----------------------------- |
|                                                 |             | 1 сентимо  | 15,5         | н/д                  | 2,0       | сталь, плак. медью                  | гладкий              | 1995—2002 2004—2016           |
|                                                 |             | 5 сентимо  | 15,5         | 1,52                 | 1,9       | сталь, плак. медью                  | гладкий              | 1995—2017                     |
|                                                 |             | 10 сентимо | 17,0         | 1,67                 | 2,5       | сталь, плак. медью                  | рубчатый             | 1995—1999 2001 2002 2004—2017 |
|                                                 |             | 25 сентимо | 20,0         | 1,5                  | 3,8       | латунь                              | гладкий              | 1995—2003                     |
| 1,78                                            | 3,6         | 25 сентимо | 20,0         | сталь, плак. латунью | 2004—2017 |                                     | гладкий              |                               |
|                                                 |             | 1 песо     | 24,0         | 1,75                 | 6,1       | медь + никель                       | рубчатый             | 1995—2003                     |
| 1,9                                             | 5,35        | 1 песо     | 24,0         | сталь, плак. никелем | 2003—2017 |                                     | рубчатый             |                               |
|                                                 |             | 5 песо     | 27,0         | 1,87                 | 7,7       | латунь                              | гладкий              | 1995—2017                     |
|                                                 |             | 10 песо    | 26,5         | 2,14                 | 8,7       | кольцо: медь + никель центр: бронза | прерывисто- рубчатый | 2000—2017                     |
| Масштаб изображений — 3,0 пикселя на миллиметр. |             |            |              |                      |           |                                     |                      |                               |

### Серия 2017 года
| Изображение                                     | Изображение | Номинал    | Диаметр (мм) | Толщина (мм) | Масса (г) | Материал             | Гурт                 | Аверс | Реверс | Годы выпуска |
| ----------------------------------------------- | ----------- | ---------- | ------------ | ------------ | --------- | -------------------- | -------------------- | --- | --- | ------------ |
|                                                 |             | 1 сентимо  | 15           | 1,54         | 1,9       | сталь, плак. никелем | гладкий              | в левом сегменте стилизованное изображение Солнца и трёх пятиконечных звёзд, фрагмента флага Филиппин, над ним «REPUBLIKA NG/PILIPINAS»; в правом сегменте номинал «1 (5,25) /SENTIMO», вверху вертикально год чеканки, внизу знак монетного двора «BSP» | Xanthostemon verdugonianus | с 2017       |
|                                                 |             | 5 сентимо  | 16           | 1,6          | 2,2       | сталь, плак. никелем | рубчатый             | в левом сегменте стилизованное изображение Солнца и трёх пятиконечных звёзд, фрагмента флага Филиппин, над ним «REPUBLIKA NG/PILIPINAS»; в правом сегменте номинал «1 (5,25) /SENTIMO», вверху вертикально год чеканки, внизу знак монетного двора «BSP» | в левом сегменте цветок Калотрописа гигантского (лат. Calotropis gigantea), внизу «KAPAL-KAPAL/BAGING»; в правом сегменте логотип центрального банка Филиппин | с 2017       |
|                                                 |             | 25 сентимо | 20           | 1,6          | 3,6       | сталь, плак. никелем | гладкий              | в левом сегменте стилизованное изображение Солнца и трёх пятиконечных звёзд, фрагмента флага Филиппин, над ним «REPUBLIKA NG/PILIPINAS»; в правом сегменте номинал «1 (5,25) /SENTIMO», вверху вертикально год чеканки, внизу знак монетного двора «BSP» | Dillenia philippinensis | с 2017       |
|                                                 |             | 1 песо     | 23           | 2,05         | 6         | сталь, плак. никелем | прерывисто- рубчатый | Хосе Рисаль | Vanda sanderiana | с 2017       |
|                                                 |             | 2 песо     | 24           | 1,9          | 5,35      | сталь, плак. никелем | прерывисто- рубчатый | Эмилио Агинальдо | Pterocarpus indicus | с 2017       |
|                                                 |             | 5 песо     | 25           | н/д          | 7,4       | сталь, плак. никелем | гладкий              | Андрес Бонифасио | Стронгилодон крупнокистевой | с 2017       |
|                                                 |             | 10 песо    | 27           | 2,05         | 8         | сталь, плак. никелем | рубчатый с надписью  | Аполинарио Мабини | Medinilla magnifica | с 2017       |
| Масштаб изображений — 3,0 пикселя на миллиметр. |             |            |              |              |           |                      |                      | | |              |

## Банкноты

### Серия 1949 года
Банкноты «английской» серии были отпечатаны в 1949 году, введены в обращение в 1951, а изъяты — с 28 февраля 1974 года. 5, 10 и 20 сентаво сначала печатались фирмой Security Banknote Company, затем, как и все остальные банкноты этой серии — фирмой Thomas De La Rue.
| Серия 1949 года                                 | Серия 1949 года   | Серия 1949 года | Серия 1949 года | Серия 1949 года         | Серия 1949 года                          | Серия 1949 года                                                                                      | Серия 1949 года |
| Изображение                                     | Изображение       | Номинал         | Размеры (мм)    | Основные цвета          | Описание                                 | Описание                                                                                             |                 |
| Лицевая сторона                                 | Оборотная сторона | Номинал         | Размеры (мм)    | Основные цвета          | Лицевая сторона                          | Оборотная сторона                                                                                    |                 |
| ----------------------------------------------- | ----------------- | --------------- | --------------- | ----------------------- | ---------------------------------------- | --- | --------------- |
|                                                 |                   | 5 сентаво       | 108×55          | красный                 | номинал                                  | номинал                                                                                              |                 |
|                                                 |                   | 10 сентаво      | 108×55          | коричневый              | номинал                                  | номинал                                                                                              |                 |
|                                                 |                   | 20 сентаво      | 108×55          | зелёный                 | номинал                                  | номинал                                                                                              |                 |
| [[Файл:\|108px]]                                | [[Файл:\|108px]]  | 50 сентаво      | 108×55          | синий                   | номинал                                  | номинал                                                                                              |                 |
|                                                 |                   | 1/2 песо        | 130×60          | зелёный                 | повозка с волами на фоне вулкана Майон   | номинал                                                                                              |                 |
|                                                 |                   | 1 песо          | 162×67          | чёрный жёлтый           | Аполинарио Мабини                        | церковь Барасоайн в Малолосе                                                                         |                 |
|                                                 | [[Файл:\|162px]]  | 2 песо          | 162×67          | чёрный голубой          | Хосе Рисаль                              | сцена прибытия Магеллана на Филиппины                                                                |                 |
|                                                 |                   | 5 песо          | 162×67          | чёрный золотистый       | Марсело Дель Пилар, Грасиано Лопес Хаэна | газета «La Solidaridad»                                                                              |                 |
|                                                 | [[Файл:\|162px]]  | 10 песо         | 162×67          | чёрный коричневый       | Гомбурса                                 | флаг Филиппин на фоне памятника Мигелю Лопесу де Легаспи и Андресу Урданете в Маниле                 |                 |
|                                                 |                   | 20 песо         | 162×67          | чёрный жёлтый оранжевый | Андрес Бонифасио, Эмилио Хасинто         | знамя Катипунана, меч, книга «KARTILYA ng KATIPUTAN», перо и чернильница, памятник Андресу Бонифасио |                 |
|                                                 | [[Файл:\|162px]]  | 50 песо         | 162×67          | чёрный жёлтый красный   | Антонио Луна                             | сцена договора на крови между Дату Сикатуной и Легаспи                                               |                 |
|                                                 | [[Файл:\|162px]]  | 100 песо        | 162×67          | чёрный золотистый       | Мельхора Акино                           | солдаты со знамёнами                                                                                 |                 |
|                                                 | [[Файл:\|162px]]  | 200 песо        | 162×67          | зелёный                 | Мануэль Кесон                            | здание Национального музея изобразительных искусств (бывшее Законодательное собрание)                |                 |
|                                                 |                   | 500 песо        | 162×67          | чёрный фиолетовый       | Мануэль Рохас                            | здание Центрального банка                                                                            |                 |
| Масштаб изображений — 1,0 пикселя на миллиметр. |                   |                 |                 |                         |                                          | |                 |

### Серия 1985-2002 годов
В этой серии были выпущены банкноты номиналом 5, 10, 20, 50, 100, 200, 500 и 1000 песо.
Банкноты номиналом 5 и 10 песо изъяты из обращения 29 декабря 2017 года. Остальные банкноты этой серии остаются законным платёжным средством и изымаются из обращения по мере износа. 
На банкнотах 1985-1997 годов отсутствует обозначение года выпуска.
| Серия 1985-2002 годов                                                                                 | Серия 1985-2002 годов | Серия 1985-2002 годов | Серия 1985-2002 годов | Серия 1985-2002 годов | Серия 1985-2002 годов                                               | Серия 1985-2002 годов                                           | Серия 1985-2002 годов         | Серия 1985-2002 годов |
| Изображение                                                                                           | Изображение           | Номинал (песо)        | Размеры (мм)          | Основные цвета        | Описание                                                            | Описание                                                        | Годы печати                   |                       |
| Лицевая сторона                                                                                       | Оборотная сторона     | Номинал (песо)        | Размеры (мм)          | Основные цвета        | Лицевая сторона                                                     | Оборотная сторона                                               | Годы печати                   |                       |
| --- | --------------------- | --------------------- | --------------------- | --------------------- | ------------------------------------------------------------------- | --------------------------------------------------------------- | ----------------------------- | --------------------- |
| |                       | 5                     | 160×66                | зелёный               | портрет Эмилио Агинальдо                                            | сцена провозглашения независимости Филиппинской Республики      | 1985 1990 1995                |                       |
| |                       | 10                    | 160×66                | коричневый            | портрет Аполинарио Мабини                                           | церковь Барасоайн в Малолосе                                    | 1985 1995                     |                       |
| |                       | 10                    | 160×66                | коричневый            | портреты Аполинарио Мабини и Андреса Бонифасио, перо и чернильница  | церковь Барасоайн в Малолосе, сцена древнефилиппинского ритуала | 1997—2001                     |                       |
| |                       | 20                    | 160×66                | оранжевый             | портрет Мануэля Кесона, Конституция Филиппин 1935 года              | дворец Малаканьян в Маниле                                      | 1985 1997 1998—2012           |                       |
| |                       | 50                    | 160×66                | красный               | портрет Серхио Осменья, фонтан Фуэнте Осменья                       | здание Национального музея Филиппин                             | 1985 1995 1998—2013           |                       |
| |                       | 100                   | 160×66                | фиолетовый            | портрет Мануэля Рохаса, сцена провозглашения Третьей Республики     | старое здание Центрального банка Филиппин в Маниле              | 1987 1991 1995 1997 1998—2013 |                       |
| |                       | 200                   | 160×66                | фиолетовый, зелёный   | портрет Диосдадо Макапагала, музей Агинальдо Шрайн в Кавите         | сцена инаугурации Президента Глории Макапагал-Арройо            | 2002—2013                     |                       |
| |                       | 500                   | 160×66                | жёлтый                | портрет Бенигно Акино на фоне филиппинского флага, печатная машинка | Бенигно Акино с камерой «Rolleiflex», здания в Тарлаке          | 1987 1995 1998—2013           |                       |
| |                       | 1000                  | 160×66                | голубой               | портрет Хосе Абада Сантоса, Висенте Лима и Хосефы Эскода            | Банаю Райс Террасес                                             | 1991 1995 1998—2012           |                       |
| Масштаб изображений — 1,0 пикселя на миллиметр. Даты, обозначенные курсивом, на банкнотах не указаны. |                       |                       |                       |                       |                                                                     |                                                                 |                               |                       |

### Серия 2010 года
Банкноты печатаются во Франции фирмой Oberthur Technologies.
| Серия 2010 года                                 | Серия 2010 года   | Серия 2010 года | Серия 2010 года | Серия 2010 года | Серия 2010 года | Серия 2010 года                                                   | Серия 2010 года | Серия 2010 года |
| Изображение                                     | Изображение       | Номинал (песо)  | Размеры (мм)    | Основные цвета  | Описание | Описание                                                          | Годы печати     |                 |
| Лицевая сторона                                 | Оборотная сторона | Номинал (песо)  | Размеры (мм)    | Основные цвета  | Лицевая сторона | Оборотная сторона                                                 | Годы печати     |                 |
| ----------------------------------------------- | ----------------- | --------------- | --------------- | --------------- | --- | ----------------------------------------------------------------- | --------------- | --------------- |
|                                                 |                   | 20              | 160×66          | оранжевый       | портрет Мануэля Кесона, сцена провозглашения филиппинского официальным языком, дворец Малаканьян в Маниле                            | рисовые террасы Банауэ, мусанг                                    | 2010 2012—2022  |                 |
|                                                 |                   | 50              | 160×66          | розовый         | портрет Серхио Осменья, первое заседание сената Филиппин, сцена битвы за Лейте                                                       | озеро Тааль, гигантский каранкс                                   | 2010 2012—2023  |                 |
|                                                 |                   | 100             | 160×66          | фиолетовый      | портрет Мануэля Рохаса, старое здание Центрального банка Филиппин в Маниле, сцена провозглашения Третьей Республики                  | вулкан Майон, китовая акула                                       | 2010 2012—2023  |                 |
|                                                 |                   | 200             | 160×66          | зелёный         | портрет Диосдадо Макапагала, дом, где была провозглашена независимость от Испании, церковь Барасоайн в Малолосе                      | шоколадные холмы Бохоля, филиппинский долгопят                    | 2010 2013—2020  |                 |
|                                                 |                   | 500             | 160×66          | жёлтый          | портрет Корасон Акино и её мужа Бенигно, толпа во время Жёлтой революции, памятник Бенигно Акино                                     | подземная река Пуэрто-Принсеса, большеклювый синешапочный попугай | 2010 2012—2023  |                 |
|                                                 |                   | 1000            | 160×66          | голубой         | портрет Хосе Абада Сантоса, Висенте Лима и Хосефы Эскода, толпа во время празднования 100-летия независимости, орден «Легион Почёта» | риф Туббатаха, большая жемчужница                                 | 2010 2012—2020  |                 |
| Масштаб изображений — 1,0 пикселя на миллиметр. |                   |                 |                 |                 | |                                                                   |                 |                 |

### Памятные банкноты
По состоянию на середину 2018 года было выпущено 33 памятных банкноты с надпечатками и 3 банкноты с оригинальным дизайном.

## Режим валютного курса
В настоящее время на Филиппинах используется режим плавающего валютного курса. Критерием эффективности курсовой политики (курсовой якорь) выступают показатели инфляции.